# Nowy cmentarz żydowski w Łukowie
Nowy cmentarz żydowski w Łukowie – kirkut mieszczący się przy ul. Warszawskiej w Łukowie. Powstał w XIX stuleciu – po tym jak wyczerpało się miejsce na starym kirkucie. Ma powierzchnię 1,36 ha. Zachowały się szczątki siatki ogrodzeniowej oraz około 100 fragmentów macew. Z ocalałych fragmentów nagrobków stworzono lapidarium w kształcie piramidy. Na cmentarzu znajduje się tablica upamiętniająca Żydów z Łukowa zamordowanych podczas likwidacji getta (2 maja 1943 r.) i wywiezionych do obozu zagłady w Treblince.

## Galeria

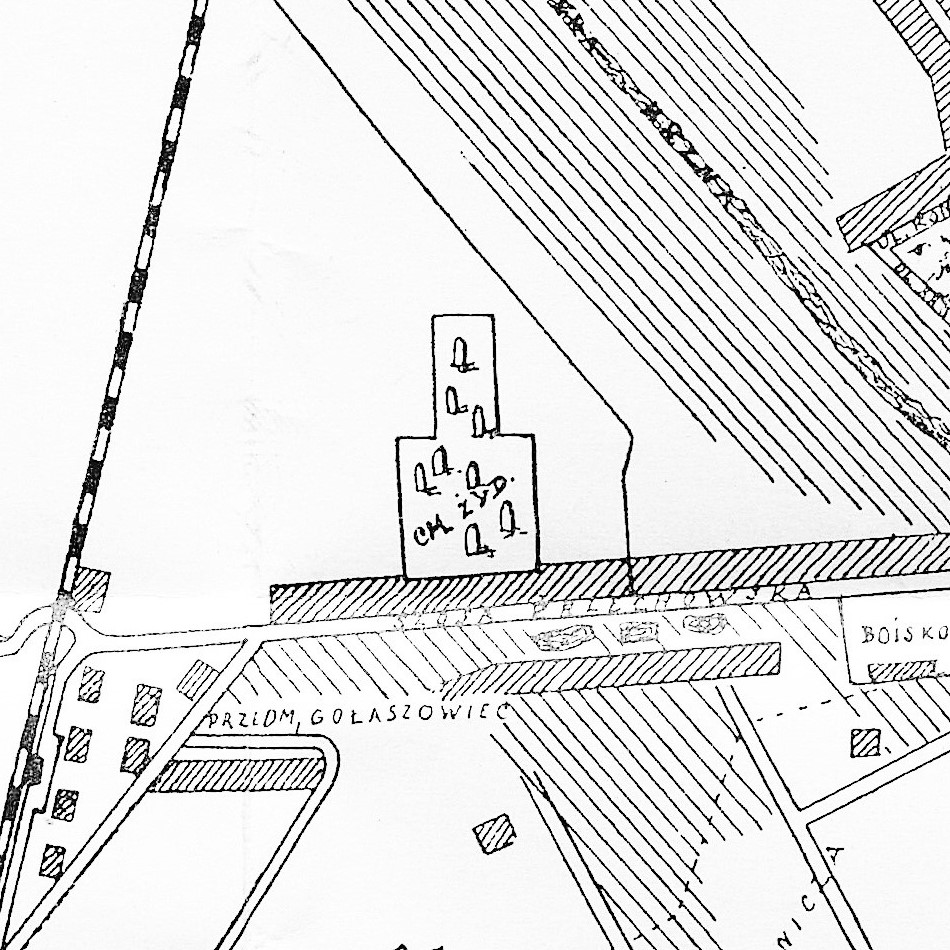
Nowy cmentarz żydowski w Łukowie – fragment planu miasta z 1930, wykonanego przez Jana Stanisława Majewskiego
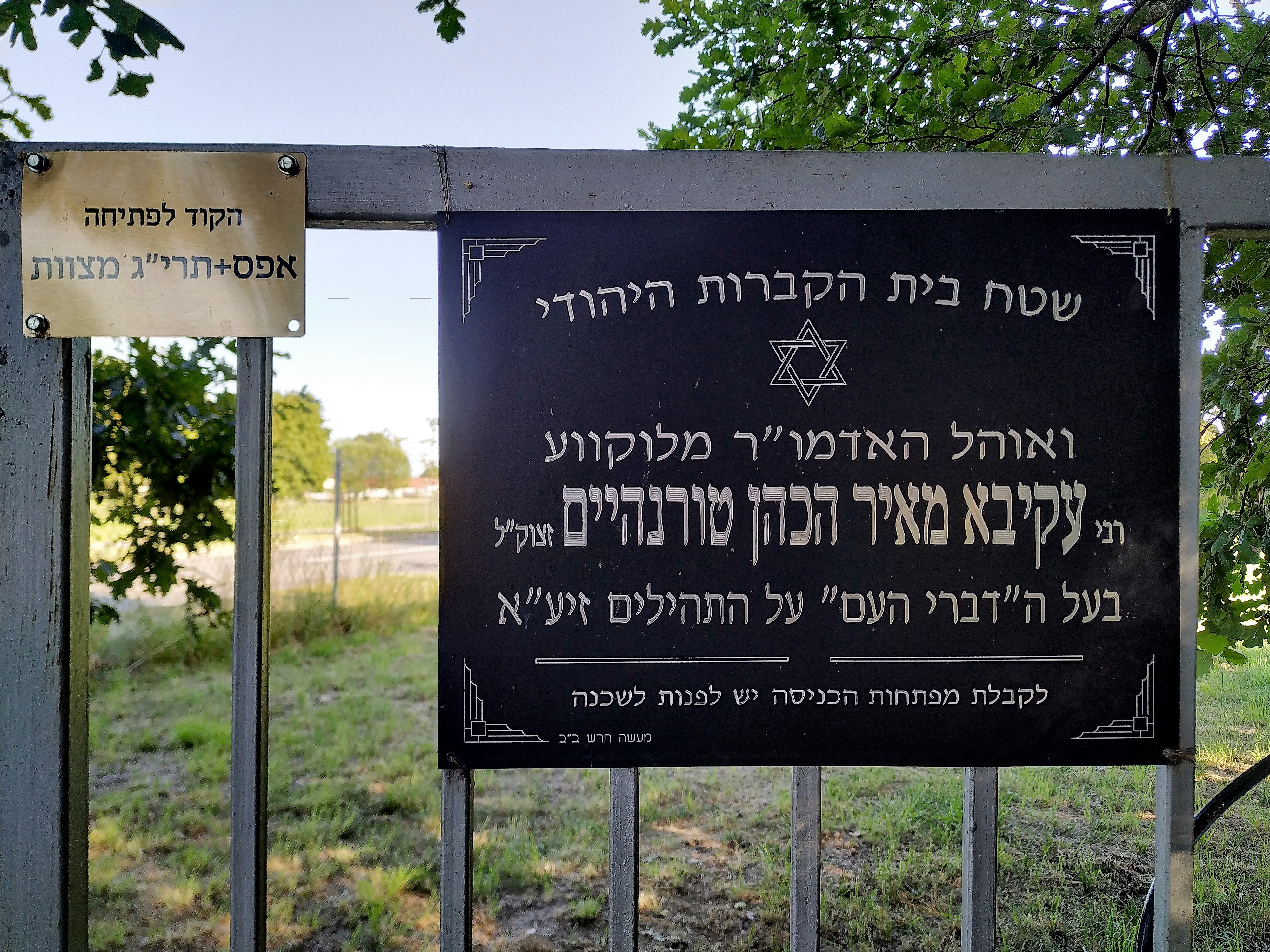
Tabliczki z napisami w języku hebrajskim na furtce wejściowej
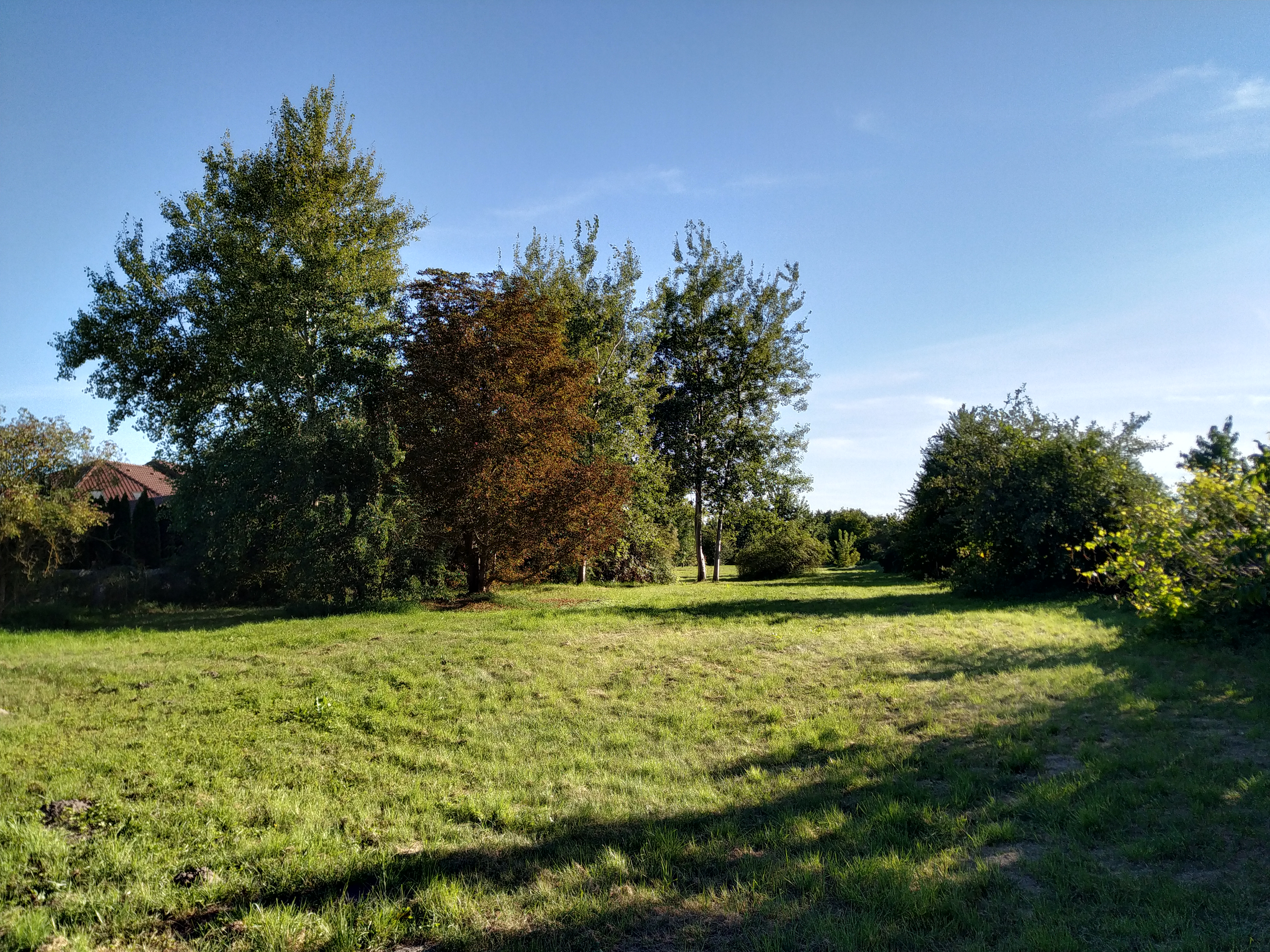
Teren cmentarza widziany od strony ul. Parkowej